# Victor Mesquita
Victor Manuel da Silva Mesquita também conhecido por Vicaro, (Lisboa, 18 de abril de 1939) é um dos mais importantes criadores de banda desenhada de Portugal.

## Biografia
Depois de ter publicado alguma banda desenhada na África do Sul, encontrou seu próprio estilo e começou a fazer experiências. A sua primeira banda desenhada nesta nova linha foi uma biografia do herói lusitano Viriato que foi publicada em 1972 na revista Jacto. Foi o fundador e editor da revista Visão a partir de 1973. Após o 25 de abril de 1974, Victor Mesquita começou a desenhar Navegadores do Infinito no periódico Cinéfolio. Também escreveu argumentos para outros artistas, tais como a série Gemadinha desenhado por José Maria André. 
Desde o início que foi o principal dinamizador da revista Visão, onde explorou a multiplicidades do seu estilo, iniciando a publicação da obra que revolucionou a banda desenhada portuguesa Eternus 9. Também colaborou com a revista Expresso, onde criou uma homenagem ao escritor Hemingway em "O Homem que Não se chamava Hemingway".

## Prémios
No ano de 2008, durante "Festival Internacional de Banda Desenhada da Amadora (FIBDA)" recebeu o "Troféu Honra", o mais prestigiado prémio da banda desenhada portuguesa.

## Álbuns de BD
- Eternus 9: um filho do cosmos, Victor Mesquita, 1a edição, Lisboa, Gradiva, 2008, ISBN 978-989-616-288-7 (Reedição)
- O síndroma de Babel e outras estórias, Victor Mesquita, Câmara Municipal de Amadora, 1996, ISBN 972-8284-07-1
- Trilogia Com Tejo ao Fundo, Victor Mesquita, Edições ASA, 1995, ISBN 972-41-1685-9
- Eternus 9 - Um Filho do Cosmos, Victor Mesquita, Meribérica/Liber, 1979

### Revista Visão
- Nº1 (Capa) (1 de Abril de 1975)

[-] Eternus 9 - Regresso do Nada (1/5) Arte: Mesquita, Victor
Nos 5 fascículos: 1-5
[-] Gemadinha, O Herói de Pedras Baixas (1/4)
Arte: André, José Maria
Texto: Mesquita, Victor
Nos 4 fascículos: 1-4
[-] Imundos
Arte: André, José Maria
Texto: Mesquita, Victor
[-] Matei-o a 24 (1/5)
Arte: Mesquita, Victor
Texto: Graça, Machado da
Nos 5 fascículos: 1-5
- Nº2 (Capa) (15 de Abril de 1975)

[-] Eternus 9 - Regresso do Nada (2/5) Arte: Mesquita, Victor
Nos 5 fascículos: 1-5
[-] Gemadinha, O Herói de Pedras Baixas (2/4)
Arte: André, José Maria
Texto: Mesquita, Victor
Nos 4 fascículos: 1-4
[-] Matei-o a 24 (2/5)
Arte: Mesquita, Victor
Texto: Graça, Machado da
Nos 5 fascículos: 1-5
- Nº3 (1 de Maio de 1975)

[-] Eternus 9 - Regresso do Nada (3/5)
Arte: Mesquita, Victor
Nos 5 fascículos: 1-5
[-] Gemadinha, O Herói de Pedras Baixas (3/4)
Arte: André, José Maria
Texto: Mesquita, Victor
Nos 4 fascículos: 1-4
[-] Matei-o a 24 (3/5)
Arte: Mesquita, Victor
Texto: Graça, Machado da
Nos 5 fascículos: 1-5
- Nº4 (15 de Maio de 1975)

[-] Fábula de Um Passado Recente
Arte: Paulo, José
Texto: Mesquita, Victor 
[-] Eternus 9 - Regresso do Nada (4/5)
Arte: Mesquita, Victor
Nos 5 fascículos: 1-5
[-] Gemadinha, O Herói de Pedras Baixas (4/4)
Arte: André, José Maria
Texto: Mesquita, Victor
Nos 4 fascículos: 1-4
[-] Matei-o a 24 (4/5)
Arte: Mesquita, Victor
Texto: Graça, Machado da
Nos 5 fascículos: 1-5
- Nº5 (Capa) (1 de Junho de 1975)

[-] Vietname - Uma Vitória do Homem
Arte: Mesquita, Victor
Texto: Graça, Machado da 
[-] Eternus 9 - Regresso do Nada (5/5)
Arte: Mesquita, Victor
Nos 5 fascículos: 1-5
[-] Matei-o a 24 (5/5)
Arte: Mesquita, Victor
Texto: Graça, Machado da
Nos 5 fascículos: 1-5

### Outras publicações
- O Mosquito (5ª série) - Navegadores do infinito, fascículos 4-5
- Selecções BD (1ª série) - Navegadores do infinito, fascículo 12 (1989)